# Can Fabes
Can Fabes fue un restaurante inaugurado en 1981 y clausurado el 31 de agosto de 2013 a causa de falta de viabilidad económica, ubicado en San Celoni, Barcelona, España, cuyo chef era Santi Santamaria y que tuvo entre 1994 y 2011 tres estrellas Michelin. Según la revista británica Restaurant ocupaba en 2008 el puesto 31 en la lista de los mejores restaurantes del mundo. Hace años se llamaba El Racó de Can Fabes.
Tras el fallecimiento de Santamaría en 2011 ocupó el puesto de chef Xavier Pellicer, y debido a este cambio se quedó en 2012 con dos estrellas Michelin.

## Reconocimientos
- 1988: Primera estrella Michelin
- Desde 1989 el restaurante pertenece a Relais & Châteaux
- 1990: Segunda estrella Michelín
- 1993: Mejor Cocinero de España, por la Academia de Gastronomía y la Cofradía de la Buena Mesa
- 1994: Tercera estrella Michelin
- 1997: Mejor Cocinero a Santi Santamaria por la Guía Gourmetour
- 1997: Mejor Restaurante por la Guía Gourmetour
- 1997: Gran Premio del Arte de la Cocina, por la Academia Internacional de Gastronomía
- Premio Internacional CIBUS a los embajadores de produxtos mediterráneos en el mundo. Federalimentare et Fiere de Parma (Italia)